# Harry Decheiver
Harry Decheiver (ur. 8 marca 1970 w Deventer, Overijssel) – piłkarz, grający na pozycji napastnika.

## Kariera
Grał kolejno w klubach Go Ahead Eagles, SC Heerenveen, RKC Waalwijk, Go Ahead Eagles, SC Freiburg, FC Utrecht, Borussia Dortmund.
| Rozgrywki  | Kraj     | Poziom | Mecze | Bramki |
| ---------- | -------- | ------ | ----- | ------ |
| Eredivisie | Holandia | I      | 133   | 60     |
| Bundesliga | Niemcy   | I      | 49    | 20     |